# Fernando Valera Sánchez
Fernando Valera Sánchez (Bullas, 7 marzo 1960) è un vescovo cattolico spagnolo, dal 30 ottobre 2020 vescovo di Zamora.

## Biografia
Fernando Valera Sánchez è nato a Bullas il 7 marzo 1960.

### Formazione e ministero sacerdotale
Nel 1977 è entrato nel seminario diocesano "San Fulgenzio" di Cartagena e ha iniziato gli studi di filosofia e teologia presso la Facoltà teologica di Granada.
Il 3 aprile 1983 è stato ordinato diacono a Murcia. Il 18 settembre successivo è stato ordinato presbitero per la diocesi di Cartagena a Bullas. In seguito è stato vicario coadiutore della parrocchia del Rosario a La Unión e membro dell'equipe pastorale della parrocchia di San Nicola di Bari a Estrecho de San Ginés dal 1983 al 1984; vicario coadiutore della parrocchia di Nostra Signora dell'Assunzione a Molina de Segura dal 1984 al 1990; professore di metodologia scientifica presso il Centro di studi teologico pastorale "San Fulgenzio" di Murcia dal 1988 al 1991; parroco della parrocchia di Sant'Antonio di Padova a Mazarrón dal 1990 al 1991 e missionario fidei donum in Bolivia dal 1991 al 1992.
Nel 1993 è tornato in patria per proseguire gli studi presso la Pontificia Università di Comillas a Madrid che ha concluso nel 1995 con la licenza in teologia spirituale. Ha prestato servizio come parroco della parrocchia di Nostra Signora di Loreto a Algezares dal 1994 al 1997 e parroco in solido delle parrocchie di Nostra Signora dell'Assunzione a Moratalla, di San Bartolomeo a El Sabinar e della Virgen de la Rogativa e San Giovanni a Béjar dal 1997 al 1998. Nel 1998 è stato inviato a Roma per studi. Ha preso residenza nel Pontificio collegio spagnolo di San Giuseppe. Nel 2000 ha conseguito il dottorato presso la Pontificia Università Gregoriana. Tornato in diocesi è stato parroco della parrocchia di San Giacomo Maggiore Apostolo a Lorquí dal 2000 al 2004; docente dei corsi di sacramenti al servizio della comunità e di pneumatologia all'Istituto teologico "San Fulgenzio" dal 2003 al 2020; parroco della parrocchia di Nostra Signora del Rosario a Puente Tocinos e arciprete di Murcia-Nordeste dal 2004 al 2005; parroco della parrocchia della Purissima a Javalí Nuevo; professore del corso di pneumatologia come chiave di comprensione della teologia fondamentale presso l'Istituto teologico di Murcia, un istituto dell'Ordine dei frati minori aggregato alla Pontificia Università Antonianum, dal 2007 al 2020; professore di teologia spirituale e di sacramenti dell'ordine e del matrimonio presso la sezione di Murcia dell'Istituto superiore di scienze religiose "San Damaso" di Madrid dal 2007 al 2020; vicario episcopale della zona suburbana I dal 2010 al 2019; direttore spirituale della congregazione di diritto diocesano delle suore missionarie della Sacra Famiglia dal 2010 al 2020; direttore spirituale del seminario maggiore "San Fulgenzio" e del seminario minore "San Giuseppe" di Murcia dal 2011 al 2020; membro del collegio dei consultori dal 2012 al 2020 e canonico della cattedrale di Santa Maria a Murcia dal 2019 al 2020.
È stato anche delegato diocesano per il X congresso eucaristico nazionale di Toledo e responsabile della pastorale dell'accoglienza e ascolto delle vittime di abusi della delegazione episcopale per la tutela dei minori e degli adulti vulnerabili.

### Ministero episcopale
Il 30 ottobre 2020 da papa Francesco lo ha nominato vescovo di Zamora. Ha ricevuto l'ordinazione episcopale il 12 dicembre successivo nella cattedrale di Santa Maria Maddalena a Zamora dall'arcivescovo Bernardito Cleopas Auza, nunzio apostolico in Spagna e Andorra, co-consacranti il cardinale Ricardo Blázquez Pérez, arcivescovo metropolita di Valladolid, e il vescovo di Cartagena José Manuel Lorca Planes. Durante la stessa celebrazione ha preso possesso della diocesi.
In seno alla Conferenza episcopale spagnola è membro della commissione per l'educazione e la cultura dal marzo del 2024. In precedenza è stato membro della commissione per il clero e i seminari dal 2021 al 2024.

## Opere
- En medio del mundo. Espiritualidad secular del presbítero diocesano, Madrid, Atenas, 1997, ISBN 84-7020-418-1.
- El Espíritu Santo y la vida del presbítero: estudio teológico, empírico y sistemático de la espiritualidad presbiteral a partir de Pastores dabo bovis, Madrid, Universidad Católica San Antonio, 2002,  p. 425, ISBN 84-9538-328-4.

## Genealogia episcopale
La genealogia episcopale è:
- Cardinale Scipione Rebiba
- Cardinale Giulio Antonio Santori
- Cardinale Girolamo Bernerio, O.P.
- Arcivescovo Galeazzo Sanvitale
- Cardinale Ludovico Ludovisi
- Cardinale Luigi Caetani
- Cardinale Ulderico Carpegna
- Cardinale Paluzzo Paluzzi Altieri degli Albertoni
- Papa Benedetto XIII
- Papa Benedetto XIV
- Cardinale Enrico Enriquez
- Arcivescovo Manuel Quintano Bonifaz
- Cardinale Buenaventura Córdoba Espinosa de la Cerda
- Cardinale Giuseppe Maria Doria Pamphilj
- Papa Pio VIII
- Papa Pio IX
- Cardinale Gustav Adolf von Hohenlohe-Schillingsfürst
- Arcivescovo Salvatore Magnasco
- Cardinale Gaetano Alimonda
- Cardinale Agostino Richelmy
- Vescovo Giuseppe Castelli
- Vescovo Gaudenzio Binaschi
- Arcivescovo Albino Mensa
- Cardinale Tarcisio Bertone, S.D.B.
- Arcivescovo Bernardito Cleopas Auza
- Vescovo Fernando Valera Sánchez